# Felipe Santiago Gutiérrez
Felipe Santiago Gutiérrez (Texcoco, Estado de México, 20 de mayo de 1824 - ibid., 4 de abril de 1904) fue un pintor mexicano. Asistió a la Academia de San Carlos y tuvo varias participaciones en el salón de dicha academia; así como exposiciones en el extranjero. 

## Biografía

### Primeros años
Felipe Gutiérrez nació en Texcoco, Estado de México el 20 de mayo de 1824. Su padre fue un militar con una prestigiosa carrera, su madre fue una mujer dedicada al hogar que se encargó de propiciar el crecimiento de sus hijos; era una época donde el centralismo era inminente y, por esta razón, su madre decidió mudarse a la Ciudad de México. A los 11 años Gutiérrez queda huérfano de padre.

### Formación académica
Para 1836, a los doce años, inició a estudiar formalmente arte en la Academia de San Carlos bajo la tutela de Pelegrín Clavé quien sembró en Gutiérrez su influencia del movimiento de los nazarenos; esta tendencia purista desarrolló cuadros de carácter religioso en sentido metafórico pues eran una mezcla de escenas bíblicas pero desarrollaban temas actuales y políticos. Un ejemplo de esto es la obra El juramento de Bruto realizada en 1857, la cual alude a un tema de la historia de Roma antigua, tema civilista y patriota que se configura en el año de la Reforma. 

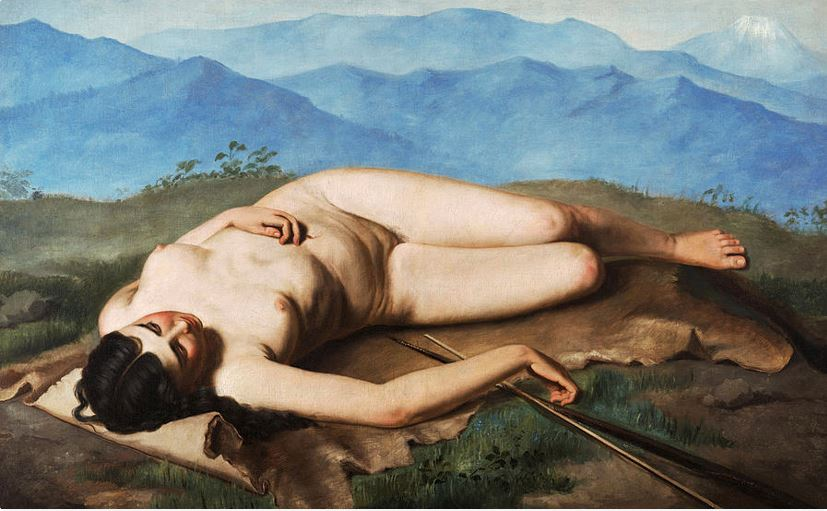
La cazadora de los Andes, 1874.

### Desarrollo artístico
En 1848, Felipe Santiago Gutiérrez comenzó la labor catedrática en el Instituto Literario de Toluca, donde impartía la asignatura de dibujo y pintura, permaneció en la institución casi diez años. Al poco tiempo de dejar su cátedra, Gutiérrez se consolidó como artista gracias a su manejo de la figura humana y sus composiciones modernas, que se ven reflejados en sus obras de temas históricos y religiosos; a la par, realizaba también retratos, los cuales tuvieron un gran auge en la época y le permitieron adquirir mayores ingresos y reconocimientos.  Comenzó a recorrer el Bajío y otras poblaciones a lo largo de México, así como visitar ciudades en Estados Unidos; estos viajes le permitieron reunir dinero para visitar Europa. Se estableció en Roma un tiempo y esto le permitió desarrollar desnudos femeninos, perfeccionando su técnica e incrementando su acervo pictórico.
En 1874 pintó La cazadora de los Andes, que fue el primer desnudo femenino completo exhibido en México, dentro de la Academia de San Carlos en una sala que estaba reservada para artistas extranjeros, pues tenía una cortinilla y la entrada era exclusiva para “caballeros mayores de edad”.

### Actividad en el extranjero
Entre 1875 y 1876 la Academia de San Carlos seleccionó la obra San Sebastián del artista para formar parte de la exposición internacional de Filadelfia, Estados Unidos. En 1880, fue convocado por Rafael Pombo para fundar la Academia de Bellas Artes de Colombia, esto también le permitió conocer algunas ciudades de Sudamérica. Tenía también recorridos intermitentes en México, donde su producción pictórica se vio complementada con la crítica de arte y algunos tratados técnicos de pintura en el país. Su obra pictórica fue expuesta en el extranjero como en 1884 en Nueva Orleans y Filadelfia, en 1889 en París.

## Reconocimientos
Gutiérrez recibió también diversos premios  de la Academia de San Carlos entre 1850 y 1858 por tres obras nazarenas y una neoclásica; posteriormente, en 1874, 1887 y 1889, apareció en las listas de premiados como expositor externo de la academia.
De manera individual tuvo la oportunidad de exponer en San Francisco, Nueva York, Bogotá y otras ciudades de Sudamérica. Las obras de Gutiérrez son evidencia de la formación que recibe en la Academia de San Carlos, así como la influencia europea.